# Serafina Quinteras
Esmeralda Gonzales Castro (Lima, 1 de agosto de 1902-Ib., 13 de mayo de 2004), más conocida por el seudónimo de Serafina Quinteras, fue una escritora, periodista, cantautora y poeta peruana.

## Biografía
Hija del poeta, historiador y diplomático ecuatoriano Nicolás Augusto Gonzales Tola y de la escritora y poeta limeña Delia Castro Márquez.
Desde muy joven alternó el periodismo, al lado de sus padres y discretamente embozada en múltiples seudónimos, como "Pancha Remolino", en las sátiras versificadas de Zuácate escrita en 1945, también como "Demetrio Rueda", en El Pueblo en 1948, y finalmente se le identificó con el seudónimo de: "Serafina Quinteras" utilizado a lo largo de varias décadas en colaboraciones escritas para El Comercio, La Crónica, Buen Humor y Cascabel. Dicho epíteto lo adquirió por su admiración a los afamados autores teatrales españoles los hermanos Serafín y Joaquín Álvarez Quintero. Su prima hermana Emma Castro Pervuli, asumió el seudónimo de "Joaquina Quinteras" y juntas iniciaron una trayectoria dentro de la música criolla peruana, componiendo canciones como "El Ermitaño", "Todo y Nada" y sus mayores éxitos, "Muñeca Rota" y "Parlamanías".

## Primeras publicaciones poéticas
En 1950 Serafina Quinteras, publicó una columna poética humorística en el diario El Comercio de Lima llamada: Romance de Cartón. En 1951 editó su primer libro de poemas humorísticos Así Hablaba Zarapastro. En 1955, editó De la Misma Laya, una Antología de Costumbristas y Humoristas Peruanos. En 1989 completó su colección, el cancionero Cuarenta años después, con letras de sus composiciones, y luego Cajón de Sastre, con una recopilación de gran parte de todos sus escritos, editado en 1990. También fue autora de comedias y libretos para radio y televisión y fundadora de la Asociación Peruana de Autores y Compositores (APDAYC).

## Premios y reconocimientos
Fue premiada por la Municipalidad de Lima en dos oportunidades, igualmente por las de Miraflores, San Borja, San Isidro y Santiago de Surco, etc. En 1953, obtuvo el Premio del Concurso de Poesía organizado por el diario La Crónica de Lima. En 1996, recibió la medalla de oro del Consejo Nacional de Mujeres y en el año 2000, la Orden El Sol del Perú en el grado de Gran Oficial. Según fuentes familiares su último deseo fue que sus restos fueran cremados y sus cenizas esparcidas alrededor del Puente de los Suspiros, esto sucedería al cumplir los 102 años de edad.